# Thiên hà Baby Boom
Thiên hà Baby Boom là một thiên hà có khả năng tạo ra các vì sao với tốc độ lớn, là cơ sở hình thành nên các thiên hà. Hiện nay đã phát hiện được cỗ máy đẻ sao là thiên hà baby boom.
Baby boom có khả năng rất đặc biệt một năm có thể sinh ra 1000 đến 4000 sao. Với tốc độ này thì trong khoảng 50 triệu năm nữa, Baby Boom sẽ tạo một thiên hà mới tương đương với nó.
Dải ngân hà của chúng ta một năm chỉ sinh được rất ít 10 sao. Quá trình hình thành các sao trên thiên hà baby boom cũng khác với những giả thuyết về việc hình thành các sao, cơ sở hình thành các thiên hà mới. Theo giả thuyết đó thiên hà sinh sao mới trên cơ sở hấp thụ chậm chạp các mảnh vụn bay trong không gian hoặc từ các thiên hà khác, nhưng thiên hà baby boom lại tạo các sao mới bằng cách bùng nổ, phun ra nhiều sao trong cùng một lúc.